# U-394
U-394 – niemiecki okręt podwodny (U-Boot) typu VII C z okresu II wojny światowej. Okręt wszedł do służby w 1943 roku. Kolejnymi dowódcami byli: Oblt. Ernst-Günther Unterhorst, Kptlt. Wolfgang Borger.

## Historia
Wcielony do 5. Flotylli U-Bootów celem szkolenia załogi, od kwietnia 1944 roku pływał w składzie 1. Flotylli, a od czerwca 1944 roku w 11. Flotylli jako jednostka bojowa.
Okręt odbył dwa patrole bojowe, podczas których nie zatopił żadnej jednostki przeciwnika.
U-394 został zatopiony 2 września 1944 roku na Morzu Norweskim na południowy wschód od  wyspy Jan Mayen przez samolot Fairey Swordfish z lotniskowca lotniskowca eskortowego HMS „Vindex” oraz niszczyciele: HMS „Keppel”, HMS „Whitehall” i slupy: HMS „Mermaid” i HMS „Peacock”. Zginęła cała 50-osobowa załoga U-Boota.